# Orphei Drängar
Orphei Drängar (ou Sångsällskapet Orphei Drängar, souvent simplement OD) est un chœur d'hommes et une société chorale suédoise fondés en 1853 à Uppsala.  Son nom provient de l'hymne du chœur, Hör i Orphei Drängar (Entendez, O serfs d'Orphée), composé par Carl Michael Bellman. OD est actuellement dirigé par Cecilia Rydinger.

## Le chœur et son répertoire
OD est un chœur d'hommes, composé de 80 à 100 chanteurs répartis en quatre registres: premiers et seconds ténors, premières et secondes basses. Son répertoire s'étend du traditionnel national-romantique pour chœur d'hommes à des œuvres de commande de musique atonale, en passant par le jazz, la musique lyrique ou les œuvres des compositeurs compositeurs contemporains du pourtour de la Baltique comme Veljo Tormis et Arvo Pärt.
En plus de ses propres productions, Caprice en décembre et Vårkonsert au printemps, OD est régulièrement invité à participer à des concerts ou des festivals en Suède et à travers le monde, sous la direction de chefs comme Esa-Pekka Salonen. OD collabore souvent avec des artistes suédois de pointe, comme Barbara Hendricks, Malena Ernman, Anne Sofie von Otter ou Peter Mattei. Au total, OD participe en moyenne à plus de 25 concerts par an. OD a enregistré 14 disques depuis les années 1990.
Le chœur est régulièrement dirigé et accompagné au piano par son vice-chef de chœur, Folke Alin. Ce dernier a par exemple assuré la préparation d'OD lors des répétitions en vue de la co-production d'Œdipus rex d'Igor Stravinsky par le Festival international d’art lyrique d’Aix-en-Provence et le Philharmonia Orchestra, mis en scène par Peter Sellars en 2016.

## La cheffe de chœur
OD est dirigé depuis 2008 par Cecilia Rydinger, une des personnalités de pointe du monde musical suédois, et récipiendaire de la médaille Litteris et Artibus, remise par le roi Carl XVI Gustav. Elle est rectrice de l'École royale supérieure de musique de Stockholm, après y avoir enseigné la direction d'orchestre. Elle est également membre de l'Académie royale de musique de Suède.
Avant de reprendre la direction d'OD, elle a dirigé Allmänna Sången, le plus ancien chœur universitaire de Suède, de 1988 à 2009. Entre 1994 et 1998, elle a aussi dirigé le Wermland Opera, et a attiré l’attention avec des mise en scène originales d’opéras de Wagner – Le Vaisseau fantôme, La Walkyrie ainsi que Tristan et Isolde.

## Historique

### Fondation

Le fondateur d'OD, Jonas Widén, et trois autres membres de la première heure, entourant le premier chef de chœur d'OD, Oscar Arpi

La société a été fondée le 30 octobre 1853 à l’étage des fêtes du restaurant Österberg, près de la place Gamla torget à Uppsala. La ville est alors coupée du monde à cause du risque d’épidémie de choléra et les distractions sont rares. Le premier ténor Jonas Widén réunit dix chanteurs, un chef de chœur – Oscar Arpi, chef de Allmänna sången, le grand chœur d’Uppsala du moment – un pianiste et un spectateur. On y entonne entre autres la chanson no. 14 de Carl Michael Bellman, Hör, I Orphei Drängar (Entendez, Ô serfs d’Orphée), qui deviendra rapidement l’hymne du chœur. Le but est avant tout de se distraire. Après six mois d’existence le directeur musical de l’Université d’Uppsala, J. A. Josephson reprend le podium.
Le premier concert d’OD en nom propre a lieu en 1864. OD est maintenant un chœur d’élite, qui se produit aussi à Stockholm et à Göteborg. Le premier concert de printemps est donné le 13 avril 1870. Le successeur de Josephson, Ivar Eggert Hedenblad, publie dans les années 1880 un corpus de chansons étudiantes (Studentsången). L’œuvre a une importance particulière pour toute la tradition de chœurs d’hommes en Suède. OD prend son essor et entre en concurrence avec les chœurs les plus renommés de Suède et au-delà. En 1891, le chœur fait sa première grande tournée en Suède, et visitera Copenhague et Hambourg l’année suivante. Sous la direction d’Hedenblad, le chœur se produira entre autres devant le tsar de Russie et l’empereur d’Allemagne.
Le premier disque phonographique d’OD sera enregistré en 1907, lors d’une tournée londonienne. Le matériel enregistré par OD entre les années 1907 et 1950 est disponible dans l’album OD antiqua.

### Hugo Alfvén

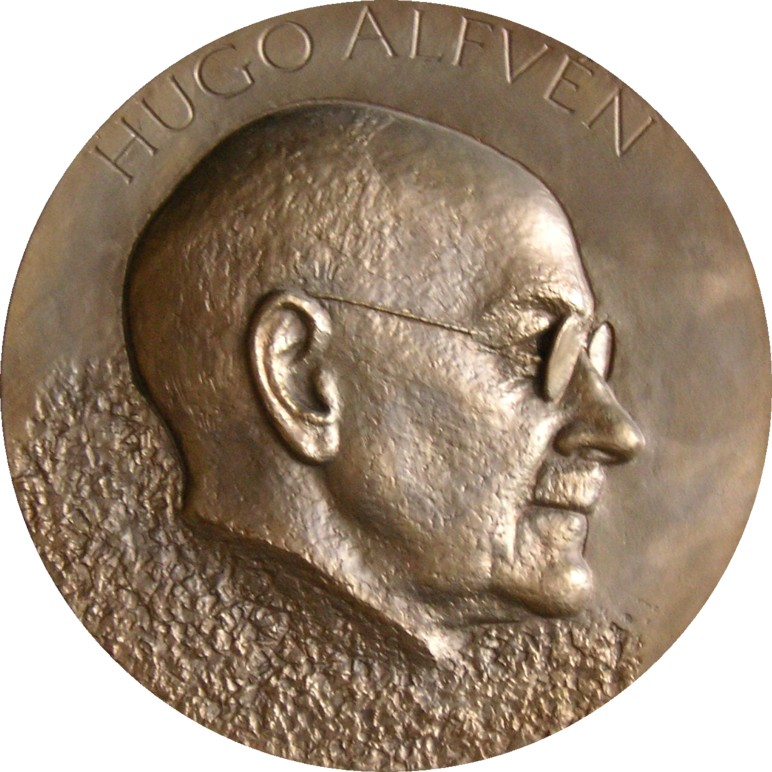
Hugo Alfvén, chef de chœur d'OD de 1910 à 1947

Hedenblad est remplacé en 1910 par Hugo Alfvén, qui, la même année, a entendu OD lors de leur tournée en Småland : "Le son du chœur est exceptionnel, frais et sonore, mais le programme était au rabais – que de vieilles rengaines. Avec un tel instrument, on devrait pouvoir faire de la plus belle musique". Alfvén s’attelle à améliorer encore le son du chœur, à étendre et renouveler le répertoire et à développer le chœur en un instrument, un "orchestre de voix". En tant qu’arrangeur et compositeur, Alfvén contribue lui-même à accroître le répertoire d’OD.
Avec Hugo Alfvén à la baguette, OD s’assure une position de premier rang dans le paysage choral en Suède et définit le standard en matière de chœur d’hommes – en dépit de la concurrence féroce d’Allmänna sången à Uppsala, des chœurs d’étudiants de Lund et de Stockholm, et du chœur de l’UCJG. 
Pendant l’entre-deux guerres, OD voyage à Paris, Amsterdam et Barcelone. La qualité du chœur varie d’année en année, de la même façon que l’engagement de son chef.

### Eric Ericson et le miracle choral suédois

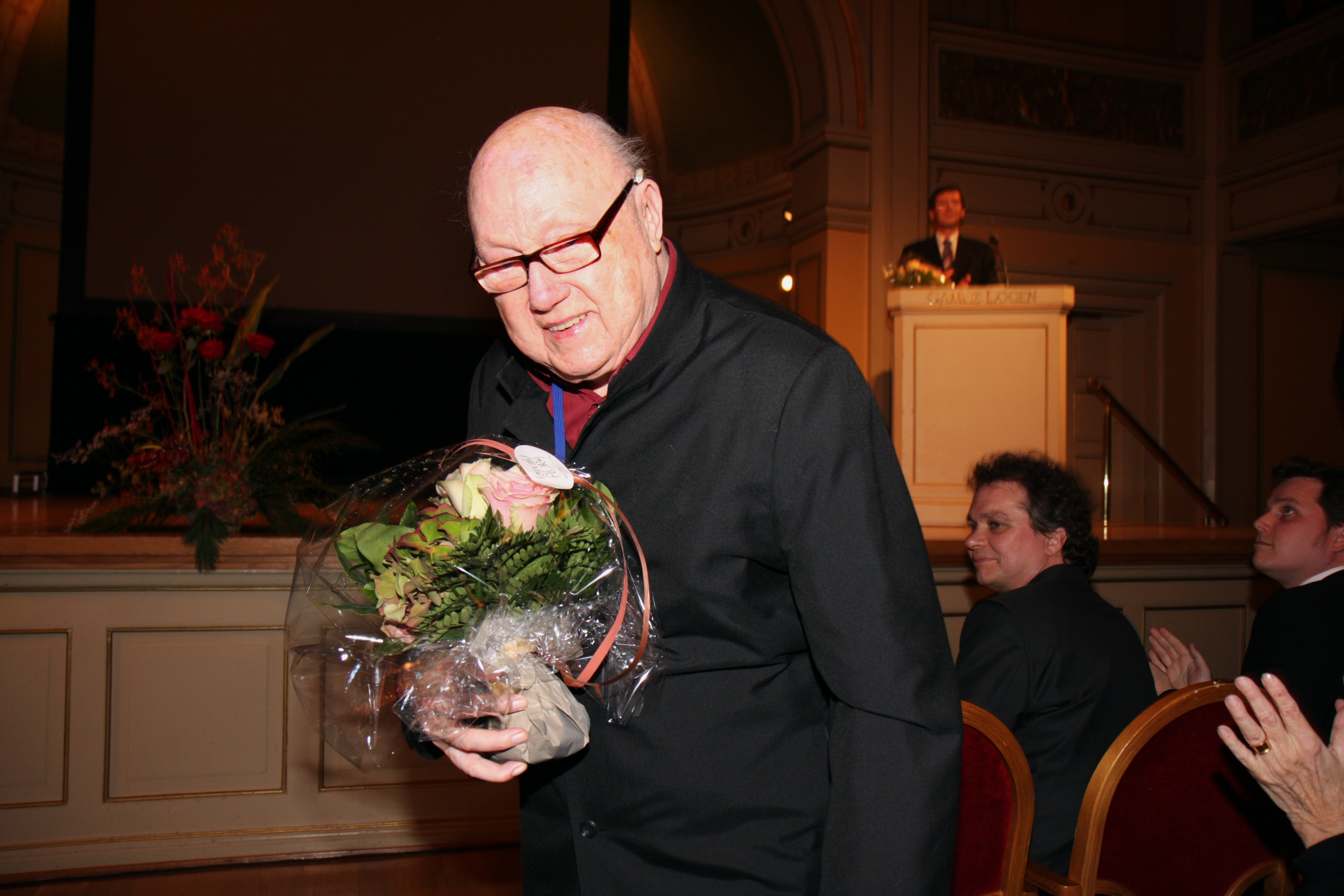
Eric Ericson, qui dirigea OD de 1951 à 1991.

En 1947, Carl Godin reprend la direction du chœur et renouvelle le répertoire, en y ajoutant entre autres des pièces sacrées. À cette époque, Allmänna sången est à son apogée. Beaucoup de membres d’OD chantent également dans le chœur rival.
Après un long débat interne, le contrat de Godin n’est pas renouvelé en 1951, et Eric Ericson se voit offrir le poste de chef de chœur. Sous son impulsion, OD se reconstruit, et devient part intégrante du miracle choral suédois. Eric Ericson améliore systématiquement les prestations techniques du chœur et étend son répertoire. Sa renommée grandissante à l’étranger fraye la voie de la carrière internationale d’OD. En 1966 et 1967, le chœur gagne le concours choral de la BBC et la tournée aux États-Unis de 1970, qui durera sept semaines, a une influence décisive pour le développement du chœur.
En 1962, OD introduit son Caprice, un concept de concerts qui attire un public nombreux, et en 1970 la Serenad, une soirée entre art lyrique et musique, au début du mois de juin.
Une meilleure perspective économique permet à OD de financer des voyages d’étude. Robert Sund, alors chef de chœur adjoint, parcourt dans les années 1970 l’Europe de l’Est, et en parcourant archives, bibliothèques et boutiques d’antiquité, met au jour des trésors musicaux, entre autres des pièces de Suchoň, Kodály et Tormis. Le chœur a aussi l’opportunité de commander des œuvres pour chœur d’homme à des compositeurs suédois.

### Robert Sund
En 1991, Robert Sund succède à Eric Ericson. Dans la continuité d’Hugo Alfvén, il prodigue au chœur ses propres compositions et arrangements. Une de ses œuvres les plus remarquables est Resan till Nineve (Le voyage à Ninive), écrit en 1995, un oratorio destiné à être joué dans les grandes cathédrales. L’oratorio est typique de l’effort constant d’OD à chercher de nouveaux lieux, de nouvelles combinaisons et de nouveaux partenaires et à varier ses expressions musicales. Un autre projet est Œdipus Rex de Stravinsky, en collaboration avec l’orchestre symphonique et le chœur de la Radio suédoise, sous la direction d’Esa-Pekka Salonen, qui sera donné en 1991 puis en 2009.
En 2008, un nouveau chapitre s’ouvre dans l’histoire d’OD, lorsque Cecilia Rydinger succède à Robert Sund à la direction d’OD.
En 2016, Œdipus Rex sera donné à nouveau  au festival d’Aix-en-Provence, avec le Philharmonia Orchestra et toujours sous la direction d’Esa-Pekka Salonen, dans une mise en scène originale de Peter Sellars.
En 2023, l'ensemble est entendu sur la chanson This Is Home de l'album i/o de Peter Gabriel.

## Discographie choisie
- 1992 – Œdipus rex
- 1993 – OD sings Alfvén
- 1996 – The Singing Apes
- 1997 – Våren är kommen (Le printemps est arrivé)
- 2000 – Schubert: Male Choruses
- 2003 – Diamonds
- 2005 - OD Antiqua
- 2006 – Sounds of Sund
- 2009 – Christmas Songs
- 2012 – Orphei Drängar
- 2012 – Curse Upon Iron - Veljo Tormis
- 2013 – De Profundis - Musique sacrée pour chœur d'hommes
- 2016 – The Greatest Videogame Music III – Choral Edition, avec Myrra Malmberg, produit par X5 Music Group[7]

## Tournées notables
- 1857 - Örebro (Suède)
- 1861 - Copenhague (Danemark) et Kristiania (Oslo, Norvège)
- 1892 - Hambourg (Allemagne)
- 1900 - Paris (France), Amsterdam (Hollande), Berlin, Cologne, Hambourg et Hanovre (Allemagne)
- 1924 - Paris (France), Russie, Finlande
- 1928 - Bruxelles, Anvers, Gand et Leyde (Belgique), La Haye (Hollande)
- 1956 - Reykjavik (Islande)
- 1970 - États-Unis (sept semaines, 28 concerts)
- 1972 - Amiens et Paris (France)
- 1976 - Metz, Paris, Rennes et Saint-Lô (France). Un enregistrement sera également réalisé à l'ORTF
- 1977 - Bâle, Berne, Genève, Kloten, Le Brassus, Yverdon (Suisse). Le chœur rencontrera entre autres le chef de chœur André Charlet, qui sera nommé membre d'honneur de OD.
- 1984 - Chine, Japon, Singapour
- 1989 - Antigonish, Edmonton, Halifax, Hamilton, Kitchener, Montréal, Ottawa, Peterborough, Red Deer, Toronto, Vancouver, Winnipeg et Sault-Sainte Marie (Canada)
- 1992 - Mexico
- 2014 - Japon
- 2017 - États-Unis (Californie, Minnesota)
- 2025 - Suisse